# Breidenbach, Hessen
Breidenbach är en kommun och ort i Landkreis Marburg-Biedenkopf i Regierungsbezirk Gießen i förbundslandet Hessen i Tyskland. Den tidigare kommunen Kleingladenbach uppgick i Breidenbach, Hessen 1 februari 1971 och 1 juli 1974 gick Achenbach, Niederdieten, Oberdieten, Wiesenbach och Wolzhausen upp i Breidenbach.